# NGC 3930
NGC 3930 (również PGC 37132 lub UGC 6833) – galaktyka spiralna z poprzeczką (SBc), znajdująca się w gwiazdozbiorze Wielkiej Niedźwiedzicy. Odkrył ją William Herschel 17 marca 1787 roku.